# Закони Публіліїв
Законами Публіліїв називають збірку законів, що мала на меті збільшення політичної ваги плебеїв в Римській Республіці. Закони названі в честь Квінта Публілія Філона та Публілія Волерона, двох трибунів, котрі були відповідальними за написання та прийняття відповідних законів.

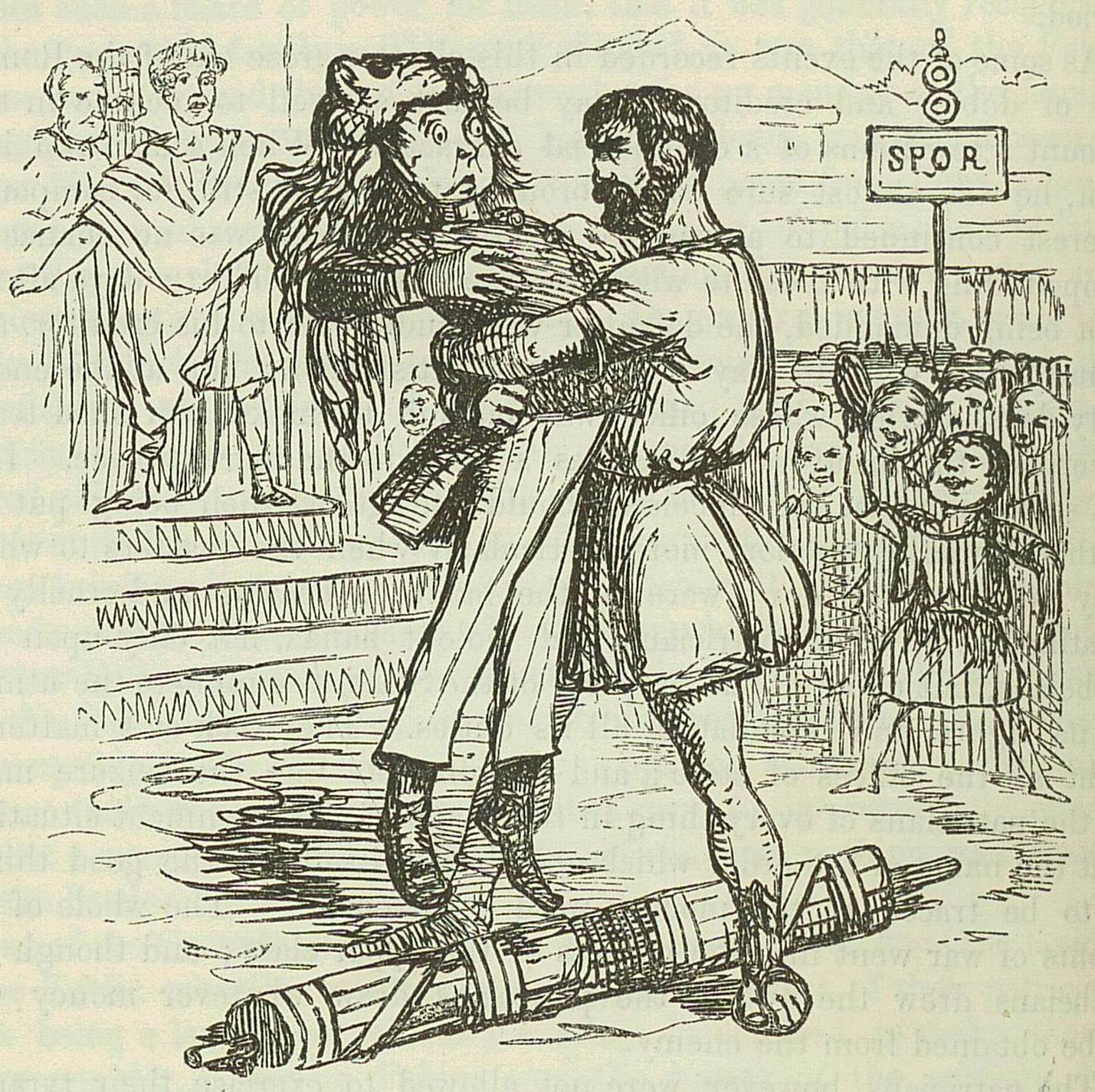
John Leech (caricaturist), "Ліктора відправляють заарештувати Публілія Волерона", малюнок з "Комічної історії Риму". На цьому зображенні видно як могутній Волерон схопив ліктора і грубо кинув його на землю.

## Lex Publilia (471 до Р.Х.)
Lex Publilia, введений трибуном Публілієм Волероном і прийнятий у 471 р. до Р.Х., надавав повноваження обирати трибунів до Трибунатних коміцій, а не до Центуріатних зборів. Цей закон надавав плебеям право ініціювати закони. Волерон також вважав, що Трибунатні коміції мають бути організовані за округами, причому кожен округ мав єдиний голос, ухвалений більшістю у відповідному окрузі. Чотири Сервійські округи були обмежені містом (tribus urbanae), а земля, завойована після Сервійського періоду, була поділена на шістнадцять округів (tribus rusticae). Двадцять перший округ під назвою Крустумін був створений на місці, яке плебеї організували, щоб мати непарну кількість округів і уникнути обмежень.

## Lex Publilia (339 до Р.Х.)
Консулу Квінту Публілію Філону приписують ухвалення ще трьох законів на користь плебеїв у 339 р. до Р.Х., а саме:
1. Закон про те, що один з цензорів повинен бути плебеєм;
2. Закон, що обмежує роль comitia curiata в ратифікації пропозицій, які повинні бути подані до comitia centuriata[1];
3. Закон, який зобов'язує всіх жителів Риму виконувати рішення, прийняті плебейськими зборами[en].

Хоча в історіографії майже немає жодних суперечок стосовно того факту, що Квінт Публілій Філон відповідає за перші два з цих законів, третій, схоже, є копією більш пізнішої міри, ухваленої в 287-286 рр. до Р.Х. Квінтом Гортензієм і, на думку деяких вчених, цілком ймовірно, є фіктивним.

## Дивитися також
- Боротьба патриціїв та плебеїв

- Список законів Стародавнього Риму

- Квінт Публілій Філон